# RCN Novelas
RCN Novelas (anteriormente RCN Telenovelas) es un canal de televisión por suscripción latinoamericano de origen colombiano, propiedad de la Organización Ardila Lulle y operado por RCN Televisión y transmite su señal desde el 27 de agosto de 2009.
RCN Novelas es uno de los tres canales internacionales de RCN Televisión con señal en Latinoamérica, junto a NTN24 y RCN Nuestra Tele Internacional.

## Historia
Inició como señal de prueba el 5 de agosto de 2009 y fue lanzado el 27 de agosto del mismo año bajo el nombre de RCN Telenovelas, exclusivamente en UNE de Medellín.
En noviembre de 2013, RCN Telenovelas fue renombrado como RCN Novelas.
En diciembre de 2013, la señal de RCN Novelas se expandió por toda Latinoamérica.
El 2 de octubre de 2014, la señal se extendió a Estados Unidos.
El 1 de julio de 2015, el logotipo de RCN Novelas toma nueva imagen y nuevas gráficas, incluyendo telenovelas como En los tacones de Eva y Las trampas del amor.
En agosto de 2016, RCN Novelas cambia su relación de aspecto de 4:3 a 16:9.
En agosto de 2017, la Comisión Nacional de Telecomunicaciones de Venezuela censuró la transmisión de varios canales colombianos, incluido a RCN Novelas. RCN Televisión denunció graves violaciones de la libertad de prensa y expresión en Venezuela.
El 16 de octubre de 2017, RCN Novelas llega al público hispano de los Estados Unidos a través del cableoperador Optimum.
El 27 de agosto de 2018, el logotipo de RCN Novelas toma nueva imagen y nuevas gráficas.

## Programación
Su programación se basa en las telenovelas, series y dramatizados producidos por Canal RCN, tanto actuales como de años anteriores.